# Domenico Ghirlandaio
Domenico Ghirlandaio, italijanski renesančni slikar, * 1449, † 11. januar 1494, je bil rojen v Firencah. Bil je del tako imenovane »tretje generacije« florentinske renesanse, skupaj z Verrocchiom, bratoma Pollaiolo in Sandrom Botticellijem. Vodil je veliko in učinkovito delavnico, v kateri so bili njegovi bratje Davide Ghirlandaio in Benedetto Ghirlandaio, njegov svak Bastiano Mainardi iz San Gimignana in pozneje njegov sin Ridolfo Ghirlandaio. Mnogi vajenci so šli skozi njegovo delavnico, tudi slavni Michelangelo. Poseben talent Ghirlandaioja je bil v njegovi zmožnosti postaviti upodobitve sodobnega življenja in portretov sodobnih ljudi v kontekst verskih pripovedi, zaradi česar je bil zelo popularen in imel veliko velikih naročil.

## Življenje in delo

### Zgodnja leta
Ghirlandaio se je rodil kot Domenico di Tommaso di Currado di Doffo Bigordi. Bil je najstarejši od šestih otrok, rojen Tommasu Bigordiji s prvo ženo Antonio di ser Paolo Paoli; od tega so otroštvo preživeli samo Domenico, njegova brata in sodelavca Davide in Benedetto Ghirlandaio. Tommaso je imel še dva otroka s svojo drugo ženo, imenovano tudi Antonia, s katero se je poročil leta 1464. Domenicova polsestra Alessandra (1475) se je leta 1494 poročila s slikarjem Bastianom Mainardijem. Oba, oče in njegov stric Antonio, sta bila setaiuolo a minuto (trgovca s svilo in sorodnimi predmeti v majhnih količinah). 
Giorgio Vasari je poročal, da se je Domenico sprva učil pri očetu, ki je bil tudi zlatar. Vzdevek »Il Ghirlandaio« (izdelovalec girland) je dobil od očeta, ki je bil znan po ustvarjanju kovinskih girlandam podobnih lasnih okrasov, ki so jih nosile florentinske ženske. Po besedah Vasarija je Domenico naredil portrete mimoidočih in obiskovalcev trgovine: »Ko je slikal podeželske ljudi ali vsakogar, ki je šel skozi njegov studio, je takoj ujel njegovo podobo«. Morda je bil vajenec pri Alessu Baldovinettiju za študij slikarstva in mozaika. Po mnenju umetnostnega zgodovinarja Güntera Passaventa se je v Firencah učil pri Andrea del Verrocchiu . Vztrajal je v tesni povezavi z drugimi florentinskimi slikarji, med njimi Botticellijem in umbrijskim slikarjem Peruginom.

### Prva dela v Firencah, Rimu in Toskani
Ghirlandaio se je odlikoval v slikanju fresk in po svojem najbolj znanem ciklu fresk. Zgodnje naročilo je dobil leta 1470 od komune San Gimignano, da bi okrasil kapelo Santa Fina v kolegijski cerkvi tega mesta. Freske, narejene mes letoma 1477 do 1478, prikazujejo dva čudežna dogodka povezana s smrtjo svetega Fina. 
Leta 1480 je Ghirlandaio naslikal Sv. Hieronim v studiu kot spremljevalni del Botticellijevega Sveti Avguštin v svojem studiu v cerkvi Ognissanti v Firencah. Naslikal je tudi Zadnjo večerjo v naravni velikosti. Od leta 1481 do 1485 je bil zaposlen na freskah v Palazzo Vecchio, med drugim je naslikal tudi Apoteoza svetega Zenobija (1482) v Sali del Giglio, večje od naravne velikosti s prefinjenim arhitekturnim okvirom, figure rimskih junakov in druge posvetne podrobnosti, ki so presenetljive v svoji perspektivi in kompozicijski veščini.
Leta 1483 ga je v Rim poklical papež Sikst IV. kot eno izmed ekip florentinskih in umbrijskih slikarjev, in jim naročil vrsto fresk iz življenja Jezusa in Mojzesa okoli sten Sikstinske kapele. Ghirlandaio je naslikal Klicanje apostolov. Naslikal je tudi zdaj izgubljeno Vstajenje Kristusa. Prečkanje Rdečega morja mu je bilo pripisano, vendar je v skladu s slogom Cosima Rosellija, ki je bil tudi del naročila. Zdi se, da je Ghirlandaio ustvaril tudi druga dela v Rimu, ki so zdaj izgubljena. Njegov prihodnji svak Sebastiano Mainardi mu je pomagal pri teh naročilih in na zgodnjih freskah v San Gimignanu, kjer je zdaj mislijo, da je Mainardi naslikal Oznanjenje, ki je bilo včasih pripisano Ghirlandaiou.
Leta 1484 je regent Ludovico il Moro pisal svojemu gospodu in opisal dela posameznih umetnikov, katerih dela je videl v Firencah: »Domenico Ghirlandaio [je] dober slikar na plošči in boljši na stenski freski, njegov slog je zelo dober, aktiven in zelo ustvarjalen«.

### Zadnja dela v Toskani
Med letoma 1482 in 1485 je Ghirlandaio v Sassettijevi kapeli v cerkvi svete Trojice naslikal fresko za bankirja Francesca Sassettija, močnega direktorja banke Medičejcev, katerega rimsko podružnico je vodil Giovanni Tornabuoni, prihodnji pokrovitelj Ghirlandaia. Cikel je imel šestih prizorov iz življenja svetega Frančiška Asiškega, vključno s Sveti Frančišek, ki je od papeža Honorija pridobil potrdilo o pravilih njegovega reda, svetnikovo Smrt in mučenje ter Oživljanje otroka iz družine Spini, ki je umrl kot posledica padca iz okna. Prva od teh slik vsebuje portrete Lorenza Medičejskega, Sassettija in Lorenzovih otrok z njihovim mentorjem Agnolom Polizianom. Oživljanje prikazuje slikarjevo podobo.
Leta 1483 je v Firence prišla mojstrovina flamskega slikarja Huga van der Goesa. Zdaj znana kot Portinarijev oltar, je prikazoval Čaščenje pastirjev, ki jo je naročil Tommaso Portinari, zaposleni v banki Medici. Slika je bila v oljni barvi, ne temperi kot so jo uporabljali v Firencah in je pokazala fleksibilnost tega medija pri slikanju tekstur in intenzivnosti svetlobe in sence. Vidik slike, ki je imela velik vpliv na Ghirlandaioja, je bil naturalizem, s katerim so bili upodobljeni pastirji.
Ghirlandaio je naslikal oltarni nastavek v Sassettijevi kapeli Čaščenje pastirjev. V tej sliki je še posebej pokazal svojo zavezanost Portinarijevem oltarju. Pastirji, med katerimi je tudi portret samega umetnika, so prikazani realistično, kar je bilo takrat v florentinskem slikarstvu novost. Triptih je še vedno v cerkvi Svete Trojice, obkrožen s freskami, kjer je osrednja točka. Na obeh straneh sta klečeča portreta donatorjev in čeprav so figure na steni freska, zasedajo enak položaj in odnos do osrednjega prizorišča Čaščenja, ki ga donatorja na zunanjih ploščah Portinarijevega oltarja.
Takoj po naročilu za Sassettijevo kapelo je bil Ghirlandaio zaprošen, naj obnovi freske v koru Santa Maria Novella, ki je oblikoval kapelo družine Ricci. Družini Tornabuoni in Tornaquinci, ki sta bili veliko bolj priznani kot Ricciji, so se z določenimi pogodbenimi pogoji zavezale k stroškom obnove . Freske v kapeli Tornabuonijevih so bile naslikane v štirih smereh okoli treh sten, katerih predmet je življenje Device Marije in svetega Janeza Krstnika.
V tem ciklu ni manj kot enaindvajset portretov družin Tornabuoni in Tornaquinci. V sliki Angel se prikaže Zahariji, so portreti članov Akademije Medici: Agnolo Poliziano, Marsilio Ficino in drugi. Kapela Tornabuonijevih je bila končana leta 1490 z oltarnim nastavkom, ki sta ga verjetno pomagala izdelati Domenicova brata, Davide in Benedetto in vitraj po Ghirlandaiovi zasnovi.
Čeprav je Ghirlandaio v glavnem znan po svojih ciklusih fresk, je izdelal številne oltarne nastavke, med njimi Devico častijo svetniki Zenobij, Just in drugi, naslikan za cerkev svetega Justa, zdaj v Galeriji Uffizi in Poklon Treh kraljev v florentinski sirotišnici Ospedale degli Innocenti, v katerem je vključil tudi avtoportret. Druge slike na platnu so Kristus v slavi z Romualdom in drugimi svetniki, v Badia v Volterri in Obiskovanje v Louvru, ki nosi zadnji datum (1491) vseh njegovih del.
Ghirlandaio je naslikal številne panelne portrete znanih osebnosti, kot je njegov profilni Portret Giovanne Tornabuoni, ki je bil naročen leta 1488. Morda je najbolj znan njegov Starec in vnuk, ki je značilen tako po nežnosti izražanja kot realizma, s katerim je upodobljen iztegnjeni nos starca.
Po Vasariju je Ghirlandaio prav tako narisal nekaj prizorov klasičnih predmetov z golimi figurami, med njimi tudi Vulkan in njegovi pomočnik kujejo strele za Lorenza II. de 'Medici, ki pa ne obstaja več. Izdelal je tudi modele za številne mozaike, vključno Oznanjenje na portalu Firenške stolnice.

### Smrt
Ghirlandaio je umrl leta 1494 zaradi "škodljivi vročini" in je bil pokopan v Santa Maria Novelli. Dan in mesec rojstva ostajata nedokumentirana, vendar je zapisano, da je umrl v začetku januarja njegovega štiridesetega leta. Bil je dvakrat poročen in zapustil šest otrok. Tudi eden izmed njegovih treh sinov, Ridolfo Ghirlandaio, je postal slikar. Čeprav je imel veliko potomcev, je družina izginila v 17. stoletju, ko so njegovi zadnji člani vstopili v samostane. 

## Kritična ocena in zapuščina
Ghirlandaio je delal predvsem v fresko tehniki, pri številnih pomembnih delih pa se tudi tempero. Vasari pravi, da je bil Ghirlandaio prvi, ki je v veliki meri opustil uporabo zlatenja v svojih slikah, ki je dajalo videz da so naslikani predmeti izdelani iz zlata. To se ne nanaša na njegov celoten opus, saj so bile podrobnosti na nekaterih slikah, na primer oltarna oblačila pastirjev (zdaj na Akademiji v Firencah), prikazana z zlatimi listi. 
Po mnenju Williama Michaela Rossettija je »Ghirlandaiojeva shema kompozicije velika in dekorativna, njegov chiaroscúro pa odličen in še posebej njegova perspektiva, ki jo je sam uporabljal v zelo razvejani lestvici, njegove barve pa so bolj odprta za kritiko, toda ta opomba veliko manj velja za freske kot tempera-slike, ki so včasih presplošne in nedodelano svetle«. Po Vasariju je bil njegov občutek perspektive tako izrazit, da je naredil risbe starih rimskih spomenikov, kot je Kolosej v katerem je delal v celoti z očmi, in je kasneje izmeril, izkazal matematično natančno sorazmerno in linearno perspektivo.
Ghirlandaio velja za Michelangelovega učitelja. Tudi Francesco Granacci je eden izmed njegovih učencev. Po Vasariju sta ta dva poslala Ghirlandaio na akademijo Medici, ko je Lorenzo de' Medici pozval njegova dva najboljša učenca. Čeprav se je Michelangelo najprej razglašal za kiparja, je v 16. stoletju sledil svojemu učitelju kot slikar fresk v Sikstinski kapeli .
Gharlandaija je Vasari zelo pohvalil: »[Ghirlandaio], ki se, zaradi njegovega talenta, veličine in velikega števila del lahko imenu za enega od najpomembnejših in najodličnejših mojstrov obdobja...« V 19. stoletju so se Jacob Burckhardt in drugi častili njegove kompozicije, zaradi tehnične dovršenosti in resnične kvalitete njegovih figur, ki jih je Archibald Joseph Crowe in Giovanni Battista Cavalcaselle videla tako inovativno kot Giottove. Do poznega 19. stoletja je spoštovanje do njegovega dela zamrlo in šele leta 1994, ob petstoti obletnici umetnikove smrti, se je interes ponovno začel.  V tem času je potekal simpozij, nato pa so bile objavljene poglobljene monografije o umetniku. Rosenauer komentira uporabnost slik Ghirlandaio kot slikovne zapise zgodovinarja.